# ایوان سروف
ایوان الکساندرویچ سروف (روسی: Ива́н Алекса́ндрович Серóв؛ زاده ۱۳ اوت ۱۹۰۵ – درگذشت ۱۹ ژوئیه ۱۹۹۰) یک افسر اطلاعاتی روس و اولین رئیس کمیته امنیت دولتی (کاگ‌ب) اتحاد جماهیر شوروی بین سال‌های ۱۹۵۴ تا ۱۹۵۸ و همچنین بین سال هال ۱۹۵۸ تا ۱۹۶۳ رئیس کمیته اطلاعات ارتش بود.